# Popping
Popping là một thể loại vũ điệu đường phố dựa trên kĩ thuật làm co và thả lỏng thật nhanh cơ bắp để tạo những cú "giật" trên cơ thể vũ công, được gọi là một pop hoặc hit. Kĩ thuật này được thực hiện liên tục theo giai điệu của một bài hát khi kết hợp với nhiều chuyển động và dáng điệu. Người nhảy popping được gọi là một popper.
Popping cũng được sử dụng để chỉ một nhóm các phong cách và kĩ thuật nhảy có liên quan chặt chẽ đến kiểu nhảy "ảo" thường được kết hợp với popping để biểu diễn với phong cách đa dạng hơn. Người ta tin rằng popping bắt nguồn từ Fresno, California vào những năm 1970, và được lấy cảm hứng từ điệu nhảy locking.
Giống như những thể loại nhảy đường phố khác, popping thường được biểu diễn để "nhảy đấu". Tức là cố gắng biểu diễn tốt hơn đối phương hoặc nhóm nhảy khác trước một đám đông người xem. Ở đó có thể xuất hiện những động tác hoặc chuyển động độc đáo, hiếm khi xuất hiện trong các show diễn. Ngày nay, popping còn được kết hợp với múa đương đại, kịch câm và dòng nhạc electronica.

## Lịch sử
Vào cuối những năm 70, một nhóm nhảy popping có tên là Electric Boogaloos (trước đây được biết đến là Electronic Boogaloo Lockers) đến từ California đã đóng góp rất nhiều cho sự ảnh hưởng của popping, một phần là vì họ đã xuất hiện trên chương trình truyền hình Soul Train thời đó.
Electric Boogaloos tuyên bố rằng vào khoảng 1975-1976, người sáng lập của họ là Sam Solomon (còn gọi là Boogaloo Sam) đã sáng tạo ra những động tác có liên quan đến phong cách nhảy của popping ngày nay và boogaloo đã lấy cảm hứng từ một trong những nhóm nhảy locking đầu tiên đó là The Lockers và cả mốt nhảy phổ biến của những năm 60 gọi là "cú giật". Trong khi nhảy, Sam thường uốn dẻo các cơ của mình rồi nói từ "pop", từ đó đã khởi nguồn cho dòng nhảy mang tên popping. Nhiều người khằng định rằng Sam cũng bắt đầu từ những động tác cơ bản của popping.
Những phong cách nhảy khác có liên quan tới popping, thí dụ như robot, được biết là xuất hiện trước cả popping, và một số người còn tuyên bố rằng popping đã từng xuất hiện và được biểu diễn ở Oakland, California trước cả khi Electric Boogaloos được thành lập, và phong cách nhảy không liên quan đến người hoặc nhóm cụ thể nào.
Các phương tiện truyền thông đã đóng góp cho sự lan rộng của popping và những kiểu nhảy liên quan qua những bộ phim như Breakin’, nhưng cũng gây ra sự lộn xộn về tên gọi khi họ nói rằng tất cả các kiểu nhảy đó là breakdance, làm lẫn lộn với kiểu nhảy khác mà thời đó gọi là breaking. Michael Jackson cũng giúp cho popping được biết đến nhiều hơn khi thực hiện các động tác như robot hay moonwalk, nhưng cũng tạo ra một sự lẫn lộn tên gọi bởi moonwalk chính là tên gọi khác của một động tác của popping (còn gọi là backslide, xem floating) xuất hiện trước khi Michael Jackson khiến nó trở nên nổi tiếng.

## Thuật ngữ
Popping là tên gọi của một dòng nhảy đường phố. Cái tên được giới thiệu bởi Boogaloo Sam, người sáng lập của nhóm nhảy popping tiên phong Electric Boogaloos.
Qua nhiều năm, popping cũng trở thành một thuật ngữ phổ biến dùng để chỉ một nhóm các động tác và kĩ thuật có liên quan thường được kết hợp và biểu diễn cùng popping, một số hiếm khi thấy và nằm ngoài phạm trù popping. Tuy nhiên, việc sử dung thuật ngữ popping bị chỉ trích rằng nhiều động tác liên quan phải được tách biệt rõ ràng bởi có những người chỉ chuyên về những động tác đó thì không thể coi là một popper được.
Một thuật ngữ khác, pop-locking, nổi tiếng cuối những năm 70 và đầu những năm 80 ở Los Angeles và trở thành tên gọi chung cho popping và những động tác kết hợp khác. Việc sử dụng thuật ngữ này bị tranh cãi bởi nó gây ra rắc rối khi đưa thêm chữ locking vào, tên gọi một thể loại nhảy đường phố khác biệt hoàn toàn (xem Locking). Nhảy funk cũng là một thuật ngữ khác, khởi nguồn từ Electric Boogaloos dành cho cả popping, locking và những kiểu nhảy liên quan được sáng tạo ở Bờ biển phía Tây nước Mĩ vào thời của nhạc funk.

## Đặc điểm
Popping xoay quanh kỹ thuật popping (hoặc hitting), nghĩa là làm co cơ và thả ra thật nhanh để tạo nên những cú giật (một pop hoặc hit) trên cơ thể popper. Popping có thể tập trung vào những bộ phận riêng của cơ thể, tạo ra nhiều kiểu pop như pop tay, pop chân, pop ngực hay pop cổ, và nó có thể thay đổi một cách đột ngột. Những popper khỏe thường pop được cả phần thân trên và thân dưới cùng lúc.
Thông thường, popping được thực hiện cùng nhịp của bài hát, khiến cho điệu nhảy trông tự nhiên và nhịp nhàng, và thường được kết hợp với các động tác ngừng, giữ yên một tư thế trước khi thực hiện "giật". Một kĩ thuật phổ biến để chuyển qua lại giữa các tư thế là dime stopping, được sử dụng nhiều trong kiểu nhảy robot, có nghĩa là kết thúc chuyển động với một cái dừng bất ngờ (hay còn gọi là "stopping on a dime"), và thường sau đó là một cú giật.
Dáng trong popping đặc trưng bởi các động tác xoay góc, phong cách di chuyển của kịch câm và biểu hiện của nét mặt. Phần thân dưới có nhiều cách để di chuyển, từ các bước đi cơ bản tới những kiểu phức tạp và "vô trọng lực" như floating và electric boogaloo. Chuyển động và kĩ thuật của popping thường tập trung vào những động tác rất đối lập nhau, lúc thì cứng nhắc như robot, khi thì mềm dẻo và rất uyển chuyển.
Trái ngược với breakdance thiên về những động tác tập trung trên sàn, popping thường được thực hiện khi đứng và chỉ có một số trường hợp hiếm thấy popper mới quỳ xuống hoặc nằm hẳn xuống một thời gian ngắn để thực hiện các động tác đặc biệt.

## Âm nhạc
Bắt nguồn từ dòng nhạc dance club của những năm 70, popping thường được nhảy cùng nhạc dance và nhạc pop thời đó, như funk, disco và electro. Ngày nay, popping lại được nhảy cùng những thể loại nhạc hiện đại như nhạc hip hop (thường là nhạc nền) và nhiều dạng electronica khác.
Những bài hát ưa thích thường có nhịp đều, ổn định và tốc độ từ 90-120 bmp (nhịp trên phút), có nhịp back mạnh, như tiếng vỗ tay chẳng hạn. Các cú giật được popper thực hiện cùng tất cả các nhịp hoặc nhịp back riêng.

## Các kiểu nhảy và kĩ thuật có liên quan
Có một số động tác và kĩ thuật được kết hợp với popping để làm cho màn biểu diễn thêm phong phú, trong đó có nhiều động tác hiếm khi thấy ở các show diễn. Ta sử dụng popping như một thuật ngữ chung, nhưng cũng có thể coi đó chỉ là một phần của popping.
Animation (Hoạt Hình)
Là kĩ thuật bắt chước theo các cử động của nhân vật trong phim hoạt hình. Bao gồm những chuyển động đặc biệt, giật cơ, strobing hay robot để làm cho popper trong giống như đang ở trong một cảnh của phim hoạt hình.
Boogalo/Electric Boogaloo
Kĩ thuật boogaloo thực hiện bằng cách khiến cho các cơ thả lỏng và uốn dẻo để tạo ấn tượng rằng popper "không có xương", lấy một phần cảm hứng từ những bộ phim hoạt hình. Popper có thể uốn và xoay nhiều bộ phận của cơ thể, chẳng hạn như hông, đầu gối hay đầu, cũng như chỉ xoay một phần riêng của cơ thể, thí dụ như giữ yên phần khung sườn của thân trên và xoay hông. Boogaloo được sáng tạo bởi Boogaloo Sam năm 1976. Khi kết hợp với popping, nó trở thành electric boogaloo, một phong cách riêng của nhóm nhảy Electric Boogaloos.
Bopping (còn gọi là Chest Pop hay "Pop Ngực")
Là một kiểu pop tập trung vào phần ngực, tạo ra những cú giật ngực bằng cách ưỡn mạnh ngực ra rồi thả lỏng một cách nhanh chóng. Kĩ thuật này được thực hiện cùng nhịp nhạc và thường kết hợp với các động tác khác. Pop ngực có thể được pop hai lần liên tiếp (còn gọi là double-pop) để tạo nên sự độc đáo của chuyển động.
Cobra (Rắn Hổ Mang)
Thực hiện giống như boogaloo, nhưng phần ngực được uốn lượn để trông giống như phần đầu và thân của một con rắn hổ mang.
Crazy Legs (tạm dịch là "Đôi Chân Điên Dại")
Một kĩ thuật dựa trên những chuyên động nhanh của đôi chân, những cú xoay đầu gối và xoáy bàn chân. Được sáng tạo vào khoảng năm 1980-1981 bởi Poppin’ Pete, lấy cảm hứng từ phong cách breakdance của b-boy nổi tiếng Crazy Legs đến từ nhóm nhảy Rock Steady Crew.
Dime Stopping (Stopping On A Dime)
Kĩ thuật dựa trên việc chuyển động theo các khoảng ổn định sau đó đột ngột dừng lại. Thường được kết hợp với một cú pop ở đầu hoặc cuối chuyển động.
Egyptian-Twist (Xoay Ai Cập)
Kĩ thuật tập trung vào động tác đánh gót chân theo nhịp nhạc với mũi chân giữ yên. Có thể chỉ một gót đánh ra hoặc cả hai gót được đánh ra cùng lúc.
Fast Forward (Tua Nhanh)
Popper di chuyển và thực hiện các động tác nhanh hơn bình thường, để tạo ra cảm giác như đang ở trong đoạn video được tua nhanh.
Floating, Gliding và Sliding (Trôi, Trượt và Lướt)
Là một nhóm các kĩ thuật dựa trên các chuyển động đặc biệt của bàn chân nhằm tạo ra cảm giác rằng popper đang trôi nhẹ nhàng trên sàn nhảy, hoặc đôi chân vẫn như đang bước đi mà hướng di chuyển lại không xác định. Nó gồm cả kĩ thuật moonwalk/backslide.
Fresno
Đây được coi là một trong số các bài tập cơ bản của popper, được thực hiện bằng cách hit (hoặc pop) đồng thời phần tay và chân. Kĩ thuật đòi hỏi bạn phải đưa một cánh tay về phía trước, giật cùng lúc phần cơ tay và cơ chân bên mà bạn đưa cánh tay lên, sau đó đổi bên và thực hiện giống như vậy. Có nhiều khả năng kĩ thuật này bắt nguồn từ Fresno, California.
Liquid Dancing (Múa Lỏng)
Một kiểu múa tập trung vào những chuyển động trông giống như dòng chảy của chất lỏng nhờ kĩ thuật tạo sóng ngón tay, bàn tay và cả cánh tay. Chính vì thế nó có liên quan đến kĩ thuật waving (sóng) và thường được kết hợp với nhau. Liquid dancing được coi là một dòng nhảy có phong cách hoàn toàn riêng biệt.
Miming (Kịch Câm)
Thực hiện các động tác của nghệ thuật kịch câm truyền thống theo nhịp của một bài hát. Các động tác này được thực hiện trong không khí như thể popper đang chạm vào một bề mặt nào đó (VD: một bức tường vô hình) hay cầm một vật nào đó, và có thể lấy đó làm điểm tựa để di chuyển theo các hướng khác nhau. Popper cũng có thể sử dụng miming để kể một câu chuyện trong khi họ nhảy. Kĩ thuật này khá độc đáo và thường được các popper sử dụng để đánh bại đối phương trong các cuộc nhảy đấu.
Neck-O-Flex
Kĩ thuật này thực hiện bằng cách xoay đầu và cổ theo một hướng nhất định, sau đó xoay toàn bộ phần thân còn lại theo hướng đó.
Old Man (Ông Già)
Lấy ý tưởng từ hình ảnh một ông già với một chân đã có tật khiến ông đi lại khó khăn. Boogaloo Sam đã sáng tạo ra kiểu nhảy old man từ ý tưởng đó.
Puppet (Con Rối)
Một kiểu nhảy bắt chước động tác của một con rối bị buộc vào dây. Thường là một người biểu diễn riêng hoặc có thêm người khác thực hiện hành động điều khiển con rối bằng dây.
Robot/Botting (Người Máy)
Nhảy robot bắt chước các động tác của một con robot đang nhảy hay một con ma-nơ-canh.
Roman-Twist (Xoay La Mã)
Kĩ thuật dựa trên việc di chuyển ngang bằng hai bàn chân chụm lại, kết hợp song song. Động tác này ngược lại với cách di chuyển chữ V của Romeo Twist.
Romeo-Twist (Xoay Romeo)
Kĩ thuật dựa trên việc di chuyển ngang bằng cách kết hợp hai bàn chân theo kiểu hình chữ V.
Scarecrow (Bù Nhìn)
Kĩ thuật này bắt chước động tác của nhân vật bù nhìn trong bộ phim The Wizard of Oz. Được sáng tạo bởi Boogaloo Sam vào năm 1977. Nó này tập trung vào động tác duỗi thẳng hai cánh tay sang hai bên với kiểu dáng cứng nhắc, trong khi đó phần bàn tay và chân lại thả lỏng.
Slow motion (Tua Chậm)
Chuyển động thật chậm với những động tác được cường điệu hóa (VD: bước đi, vẫy chào, các ngón tay uốn lượn,...) để tạo cảm giác cho người xem như thể popper đang di chuyển trong một đoạn video được tua chậm.
Snake (Con Rắn)
Sử dụng kĩ thuật waving chủ yếu ở ngón tay, bàn tay và di chuyển qua lại để trông cánh tay như một con rắn đang trườn.
Strobing (Đèn Nhấp Nháy)
Sử dụng kĩ thuật cơ bản giống như dime stopping, nhưng chuyển động giữa những lần ngừng rất ngắn,nhanh và đều. Nó khiến cho popper trông như đang di chuyển trong một luồng ánh sáng lúc tắt, lúc bật (nhấp nháy). Kĩ thuật này độc đáo, được yêu thích nhưng tương đối khó nên ít người thực hiện được đẹp mắt và yêu cầu popper phải tập luyện lâu dài mới có thể tạo được hiệu ứng đèn nhấp nháy.
Ticking (Tích Tắc)
Cũng giống như popping (hitting) nhưng khoảng thời gian giữa các cú pop ngắn hơn. Nói chung cũng là popping nhưng nhanh hơn bình thường gấp hai lần.
Toyman (Người Đồ Chơi)
Dựa trên kiểu dáng và động tác của G.I. Joe và Major Matt Mason, được mở rộng thêm bởi một thành viên cũ của Electric Boogaloos có tên là Toyman Skeet. Được thực hiện bằng các cánh tay thẳng và vuông góc để mô phỏng những chuyển động gần như không có khớp xương.
Tutting/King Tut
Lấy cảm hứng từ nghệ thuật múa Ai Cập cổ đại, tutting sử dụng cánh tay để tạo ra các tư thế và chuyển động liên quan tới hình học, dễ thấy nhất là việc mô phỏng các góc vuông.
Twist-O-Flex
Một kĩ thuật được thực hiện bằng cách xoay phần thân trên, giữ yên phần thân dưới hoặc ngược lại để tạo cảm giác như hai phần thân của popper bị tách rời hẳn ra. Trong khi thực hiện, hai tay thường chống vào hông, còn bàn chân và gót kết hợp để tạo cảm giác như đôi chân đứng yên mà vẫn xoay.
Vibrating (Rung)
Căng các cơ thật mạnh, khiến cho chúng lắc hoặc rung lên.
Walk Out (Bước Ra)
Kĩ thuật bước một chân lên phía trước, chuyển vị trí và bước chân còn lại lên. Walk out được kết hợp với động tác uốn người để tạo sự uyển chuyển, thường thấy trong các bước nhảy của kĩ thuật boogaloo.
Waving (Sóng)
Waving bao gồm nhiều động tác uốn dẻo kết hợp để tạo cảm giác như có một làn sóng chạy qua cơ thể popper. Nó thường được thực hiện cùng liquid dancing.

## Nghệ sĩ nổi tiếng với phong cách liên quan tới popping
Popping đã ảnh hưởng tới phong cách biểu diễn của Michael Jackson. Màn biểu diễn nổi tiếng với ca khúc Billie Jean của anh ở lễ kỉ niệm Motown lần thứ 25 vào năm 1983, trong đó xuất hiện điệu nhảy moonwalk lừng danh, đã chịu ảnh hưởng của vũ công và popper huyền thoại Jeffery Daniel. Jeffery Daniel ban đầu gọi moonwalk là backslide (lướt lùi). Các popper cũng đã từng sử dụng backslide nhưng cho tới khi Michael Jackson biểu diễn nó mới thực sự trở nên nổi tiếng. Michael Jackson đã từng là học trò của hai popper tài ba Bruno "Poppin’ Taco" Falcon và Timothy "Poppin’ Pete" Solomon.